# جلال يوسف
جلال يوسف (بالإسبانية: Jalal Yousef)‏ هو لاعب بلياردو أمريكي ‏ فنزويلي، ولد في 21 أكتوبر 1979.

## وصلات خارجية
- جلال يوسف على موقع AZBilliards.com (الإنجليزية)